# Fungia costulata
Fungia costulata là một loài san hô trong họ Fungiidae. Loài này được Ortmann, mô tả khoa học năm 1889.